# 阿尔科伊
阿尔科伊，西班牙东部阿利坎特省城市。总人口61,417(2010)。

## 经济
当地工业有纺织、造纸、食品、冶金以及火柴制造等。